# 프레대콘
프레대콘(Predacon)은 트랜스포머의 파벌 중 하나이다. 일반적으로 디셉티콘이 이끄는 같은 팀이다. 원작 세계관 트랜스포머: 비스트 워즈 에서는 맹수형 트랜스포머로 등장하며 파충류와 공룡, 곤충과 절지류, 갑각류로 구성되었다.
다른 세계관, 다른 작품 에서도 등장하며 다른 명칭으로 등장한다.